# Westarbeit der SED
Der Begriff Westarbeit (bei der Staatssicherheit Synonym für Spionage) bezeichnet Aktivitäten von Organisationen der DDR auf dem Gebiet der Bundesrepublik Deutschland.
Die Westarbeit richtete sich gegen tatsächliche und vermeintliche Einflüsse aus dem Westen auf die Gesellschaft der Deutschen Demokratischen Republik, die aus Sicht von SED und MfS als staatsfeindlich einzustufen waren. Die Westarbeit ist als Ausdruck ständiger Bedrohungsängste der SED- und Stasi-Funktionäre vor „dem Westen“ zu sehen, verbunden mit einem daraus resultierenden Feindbild. Aus Sicht des MfS bedeutete Westarbeit einen wichtigen Beitrag zur inneren Sicherheit und zur Sicherung des sozialistischen Systems.

## Westarbeit des MfS
Die Bezeichnung Westarbeit meint das, was beim MfS als „operative Arbeit im und nach dem Operationsgebiet“ bezeichnet wurde. Für die umfangreiche nachrichtendienstliche „Arbeit im und nach dem Operationsgebiet“ war in erster Linie das Ministerium für Staatssicherheit (MfS) und hier insbesondere die Hauptverwaltung A verantwortlich. Beim „Operationsgebiet“ handelte es sich überwiegend um die Bundesrepublik Deutschland und Westberlin, es schloss aber auch die in der NATO und der Europäischen Gemeinschaft verbundenen Staaten ein. Schätzungen zufolge waren 20.000 bis 30.000 Westdeutsche für das MfS als Inoffizielle Mitarbeiter tätig, überwiegend zur Informationsbeschaffung.

### Politisierung und Ideologisierung der Spionage
Die Westarbeit des MfS war „nie nur gewöhnliche Spionage“, sondern ging über die klassische Spionagetätigkeit weit hinaus. Die Westarbeit zielte auf Einflussnahme und Destabilisierung der Bundesrepublik Deutschland:

„Aktive Maßnahmen sind darauf gerichtet, mit Hilfe operativer Kräfte, Mittel und Methoden – den Feind bzw. einzelne feindliche Kräfte und Institutionen zu entlarven, zu kompromittieren bzw. zu desorganisieren und zu zersetzen; - progressive Ideen und Gedanken zu verbreiten und fortschrittliche Gruppen und Strömungen im Operationsgebiet zu fördern [...].“

Die verdeckte Unterstützung von Parteien, Medien und Einzelpersonen, die nicht offen den Kommunismus propagierten, aber für die DDR Partei ergriffen, spielte dabei eine wesentliche Rolle.

## Westarbeit der SED und der Stasi
Die Westarbeit orientierte sich an aktuellen politischen Zielen der SED. Anfangs waren diese von der Vorstellung bestimmt, den Sozialismus nach Westdeutschland tragen zu können. Später hatte sie vor allem die Aufgabe, für die DDR ein günstigeres politisches Umfeld zu schaffen.
Die SED unterhielt feste Verbindungen zu Funktionären der SPD, zu Gewerkschaften und anderen Organisationen. Sie beeinflusste die westdeutsche Studenten-, Gewerkschafts- und Friedensbewegung. Gegen führende westdeutsche Politiker (Hans Globke, Heinrich Lübke, Eugen Gerstenmaier und Herbert Wehner) inszenierte die SED Diskreditierungskampagnen.
Um die Bundesrepublik zu diskreditieren, verschickte die Stasi antisemitische Briefe an im Westen lebende Juden.